# Bad Bramstedt
Bad Bramstedt település Németországban, Schleswig-Holstein tartományban. Lakosainak száma 15 451 fő (2023. december 31.).

## Népesség
A település népességének változása:
| Lakosok száma | 9046 | 13 906 | 14 278 | 14 420 | 15 149 | 15 331 | 15 451 |
|               | 1975 | 2015   | 2017   | 2019   | 2021   | 2022   | 2023   |